# Bărăganu, Constanța
Bărăganu este satul de reședință al comunei cu același nume din județul Constanța, Dobrogea, România. Se află în Podișul Medgidiei. În perioada 1890-1892 localitatea a fost populată cu coloniști de origine germană, cunoscuți ca germani dobrogeni. Majoritatea au părăsit localitatea în 1940, fiind strămutați cu forța în Germania, sub lozinca Heim ins Reich (Acasă în Reich). În trecut satul se numea Osmanfakî/Osmanfacâ (în turcă Osmanfakı). La recensământul din 2002 avea o populație de 1092 locuitori.